# 郭家店镇 (梨树县)
郭家店镇，是中华人民共和国吉林省四平市梨树县下辖的一个乡镇级行政单位，由四平新型工业化经济开发区代管。

## 行政区划
郭家店镇下辖以下地区：
站北社区、站南社区、建材社区、河南社区、曙光社区、晨晖社区、大顶子山社区、石槽沟村、化石山村、孙家屯村、柴火沟村、八家子村、八里城村、新胜村、青堆子村、小泉眼村、双马架村、东青石岭村、西青石岭村、花城子村、四大家村、东黑嘴子村、镇郊村和蔬菜村。

## 交通
京哈铁路：郭家店站